# Alexios IV av Trapezunt
Alexios IV av Trapezunt, född 1382, död oktober 1429, var regerande kejsare av Trapezunt från 1417 till 1429. Han var gift med Theodora Kantakouzene